# Castiglia-La Mancia
La Castiglia-La Mancia (in spagnolo Castilla-La Mancha) è una comunità autonoma della Spagna, in conformità del suo statuto di autonomia e della Costituzione spagnola. Il suo capoluogo è la città di Toledo, sede del governo regionale, il più alto organo di autogoverno della Comunità; la città di Albacete ospita la più alta corte, il Tribunale Superiore di Giustizia di Castiglia-La Mancia.

## Geografia fisica
La Comunità autonoma è la terza più grande in Spagna, con una superficie di 79.409 km² e una popolazione di 2.121.888 abitanti (11,00% stranieri), in aumento negli ultimi anni.
La Comunità dispone di due tipi differenziati di paesaggi: la pianura e le montagne. Le zone di montagna più importanti della Castiglia-La Mancia sono confinanti con i limiti della Comunità, e sono il Sistema Centrale, che comprende Ayllón, Pela y Alto Rey a nord di Guadalajara, e la Sierra de San Vicente nella provincia di Toledo; il Sistema Iberico, che copre le province di Cuenca e Guadalajara, le cordigliere Alcaraz e Segura ad Albacete, ai piedi della Sierra Morena, che penetrano a Ciudad Real (Sierra Madrona); e i Montes de Toledo che si estendono tra le province di Ciudad Real e Toledo.
La pianura e le colline dominano il resto del territorio. Le vaste pianure della Mancia, una grande regione naturale, che si estende su gran parte delle province di Ciudad Real, Albacete, Cuenca e Toledo, si uniscono alla Alcarria, che copre le province di Guadalajara e Cuenca e ha un'altitudine di circa 1000 m.
I fiumi principali che attraversano la Comunità sono il Tago e il Guadiana che sfociano nell'Atlantico, mentre il Júcar e il Segura nel Mar Mediterraneo.
Inoltre, la Castiglia-La Mancia ha un ricco patrimonio artistico e naturale, tra cui due città dichiarate Patrimonio Mondiale dell'Umanità dall'UNESCO (Toledo e Cuenca), e 278.230 ettari dedicati a riserve naturali (parchi nazionali, riserve naturali, microriserve) sparsi in tutta la regione.

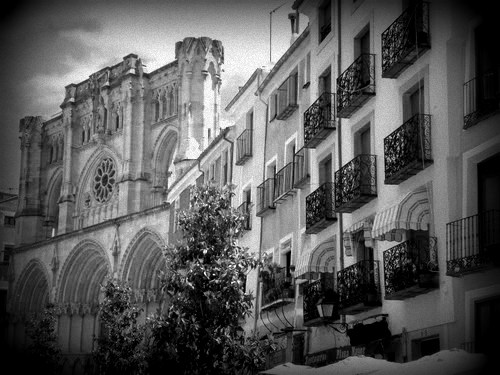
Cuenca

## Suddivisioni
La Castiglia-La Mancia è composta dalle province di Toledo, Ciudad Real, Cuenca, Guadalajara, e Albacete, per un totale di 919 comuni.

## Toponimia
Il nome Castilla-La Mancha è recente, emerso dopo la divisione regionale attuale, che consiste in una combinazione che dà senso alle cinque province che compongono la Comunità, tre castigliane (Cuenca, Guadalajara e Toledo) e due manceghe (Albacete e Ciudad Real). Il legame tra i due territori, che risale a tempi antichi, è simboleggiato con un trattino (-) tra i due, perché il territorio della Mancia è stato parte del Regno di Castiglia. Tuttavia, già durante la Prima Repubblica spagnola è stata delineata l'idea di creare uno Stato regionale castigliano-mancego.

### Castiglia
Castilla significa, secondo la sua etimologia, "terra dei castelli". Il suo nome appare indicare un territorio disseminato di castelli. Il termine verrebbe dal latino castellum, diminutivo a sua volta del termine castrum, fortificazione dell'Iberia romana.

### La Mancia
La teoria prevalente prevede che La Mancha derivi dalla lingua araba durante l'occupazione musulmana della penisola iberica, e che procede il toponimo "Mancha", che si traduce come "terra senza acqua".

## Storia
La storia della Castiglia-La Mancia ha le sue radici nel tempo. Iberi, romani, visigoti, musulmani e cristiani hanno vissuto e lasciato il segno sulla comunità e segnato il carattere della sua gente. Viene chiamata città delle 3 culture in quanto cristiani, ebrei e musulmani hanno convissuto li.
La Castiglia-La Mancia si è costituita in Regione autonoma il 16 agosto 1982 con la pubblicazione del suo Statuto di autonomia (legge 9/1982, del 10 agosto) sulla Gazzetta Ufficiale, modificato nel 1991, 1994 e 1997. Ancora nel 2007 sono state introdotte modifiche.
La Castiglia-La Mancia era stata in precedenza raggruppata assieme alla provincia di Madrid nella Nuova Castiglia, ma con l'avvento del sistema delle autonomie venne separata da questa a causa della grande disparità economica tra la capitale e le restanti province della Nuova Castiglia.
È un errore comune assimilare la Castiglia-La Mancia alla sua regione interna, La Mancia, composta soltanto di parte delle province di Albacete, Ciudad Real, Cuenca e Toledo.
La comunità ha una sua bandiera divisa in due parti, a sinistra un castello su sfondo cremisi, a destra un quadrato bianco.

## Amministrazione
Il governo, o Giunta, è l'organo esecutivo della Comunità autonoma (diretto da un Presidente), mentre un parlamento autonomo legifera nelle materie trasferite dal governo centrale a quello regionale.

## Economia
Il PIL pro capite della Castiglia-La Mancia è di 18471 € (2009), leggermente superiore a quello della Basilicata (18300 € anno 2009; fonte Eurostat).
La realtà economica della Castilla-La Mancha è stata tradizionalmente nel settore primario, ma è stata gradualmente spostata al settore dei servizi, attuale motore economico della Comunità. L'industria si concentra attorno alle principali vie di comunicazione di Castilla-La Mancha, nel centro (Corredor del Henares, La Sagra...) e nelle principali aree urbane (capoluoghi di provincia e città medie).
La Castiglia-La Mancia è la zona geografica che produce il famoso Queso Manchego.
L'aspettativa di vita ha raggiunto 82,74 anni in media, uno dei più alti in Spagna.

## Infrastrutture e trasporti
La comunità Castilla-La Mancha nel 2009 aveva circa 1.800 chilometri di strade (autostrade o superstrade), un aeroporto (Albacete) e la più estesa rete AVE tra tutte le comunità autonome.